# Black & White (musikalbum)
Black & White är debutalbumet av den sydkoreanska sångaren G.NA. Det gavs ut den 18 januari 2011 och innehåller 10 låtar.

## Låtlista
| Nr  | Titel                                   | Längd |
| --- | --------------------------------------- | ----- |
| 1.  | Black & White                           | 3:28  |
| 2.  | I Je Geu Man Hwa Pul Eo Yo              | 3:25  |
| 3.  | Cheo Eum Boep Get Seup Ni Da            | 3:53  |
| 4.  | Beol Sseo Bo Go Sip Eo                  | 3:18  |
| 5.  | Cheos Nun E Han Nun E                   | 3:55  |
| 6.  | Kkeo Jyeo Jul Gge Jal Sal A             | 3:33  |
| 7.  | Ae In I Saeng Gi Myeon Ha Go Sip Eun Il | 3:22  |
| 8.  | Supa Solo                               | 3:13  |
| 9.  | Loving You                              | 3:28  |
| 10. | So Mun Nass Eo Yo                       | 3:29  |

## Listplaceringar
| Lista    | Topplacering |
| -------- | ------------ |
| Sydkorea | 11           |